# 神奈川県道732号湯本元箱根線

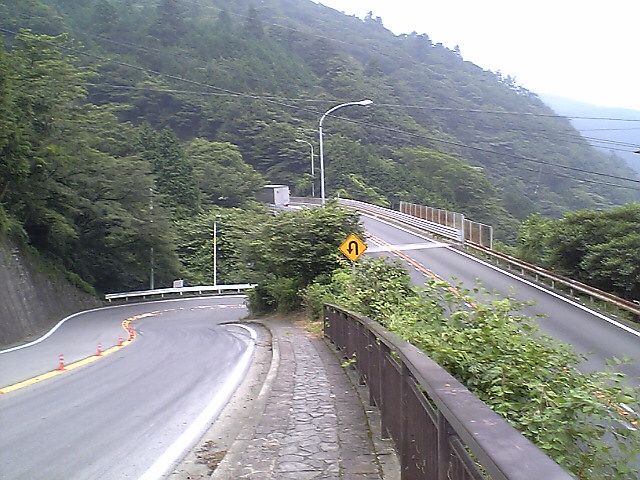
県道732号の七曲がり（左）と箱根新道（右）

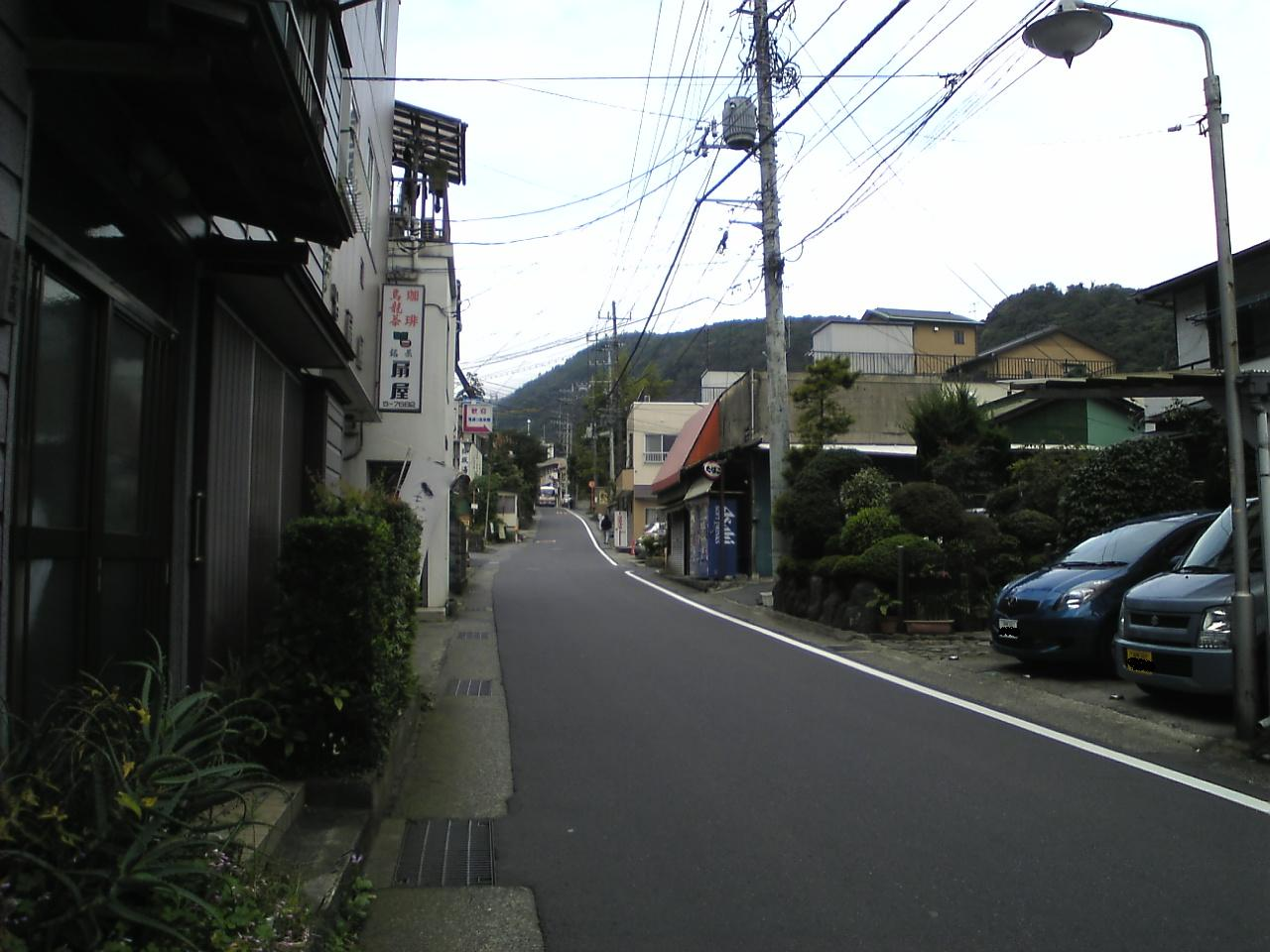
箱根湯本付近

神奈川県道732号湯本元箱根線（かながわけんどう732ごう ゆもともとはこねせん）は、神奈川県箱根町の一般県道である。東海道の旧街道で、箱根新道と並行しており、途中には箱根新道と共に七曲りがある。

## 概要
- 起点：足柄下郡箱根町湯本（三枚橋交差点）
- 終点：足柄下郡箱根町元箱根（畑宿入口交差点）
- 路線延長：10.8 km
- Google マップ

## 歴史
- 1604年（慶長9年）：従来の東海道である湯坂道（鎌倉古道。湯坂山 - 浅間山 - 鷹ノ巣山 - 芦ノ湯 - 元箱根）を廃止し、後に本県道となる須雲川沿いのルート（箱根八里）を開通させ、これを東海道とする。
- 1680年（延宝8年）：石畳（後の箱根旧街道）が整備される。
- 1885年（明治18年）2月24日：明治國道2號に指定される[1]。
- 1920年（大正9年）4月1日：大正國道1号に指定[2]。
- 1930年（昭和5年）11月26日：北伊豆地震により、壊滅的な被害を受ける [3]。
- 1960年（昭和35年）4月1日：神奈川県道湯本元箱根線（整理番号126）として指定[4]。
- 2019年（令和元年）10月12日：令和元年東日本台風により、お玉ヶ池の水が溢れ、同月16日まで付近一帯が通行止となった[5]。

## 路線状況
一部は旧 東海道の道程であるため、国道1号と比較して勾配が急で道幅も狭く、対向車のすれ違いには相互優先が必要となる箇所がある。芦ノ湖への抜け道としても機能するが、観光シーズンには交通量の多い国道1号を避ける徒歩の観光客や自転車などが多く特に見通しの悪いコーナー（カーブ）付近では注意を要する。また、七曲り付近では550cc未満の自動二輪車は4月1日から11月30日までの土日祝日の午前8時から午後3時までは通行できないので注意が必要。125㏄を超える自動二輪車ならば、箱根新道が通行可能であり、迂回路として使用できる。
箱根湯本 - 元箱根方面（芦ノ湖）間のバスは箱根登山バスが1時間に1 - 2本程度運行しており、箱根フリーパスが使用可能である。

### 道路施設
- 三枚橋（早川）
- 須雲川橋（須雲川）

## 地理

### 通過する自治体
- 神奈川県
  - 足柄下郡箱根町

### 交差する道路
- 国道1号 / 東海道（箱根町湯本・三枚橋交差点）
- 国道1号 / 箱根新道（箱根町須雲川・須雲川インターチェンジ）
- 国道1号 / 東海道（畑宿入口交差点）

### 周辺
- 箱根湯本温泉
- 畑宿
- 箱根旧街道
- 箱根旧街道資料館
- 甘酒茶屋
- 二子山（下二子山）
- お玉ヶ池